# サイレント・イヴ
「サイレント・イヴ」は、辛島美登里のシングル。1990年（平成2年）11月7日発売。発売元はファンハウス。

## 解説
- TBS系ドラマ『クリスマス・イブ』主題歌となり、自身最大のヒット曲となる。
- 当初はカラオケトラックなしで発売されたが、1年後の1991年10月25日にカラオケトラック付きとして再発売された。また、ジャケットが変更されている。
- オリコンチャートでは1990年度と1991年度にまたがってチャートインした。
- クリスマスの時期に流れるクリスマスソングの定番曲である。

## トラック
1. サイレント・イヴ　（4分43秒） 
  - 作詞・作曲：辛島美登里、編曲：若草恵
2. Merry Christmas To You　（5分41秒）
  - 作詞：永井真理子・辛島美登里、作曲：辛島美登里、編曲：若草恵
  - 前年に発売した企画アルバム『MERRY CHRISTMAS TO YOU』にて、辛島美登里と永井真理子、小林明子、麗美の4人で歌った同名の歌をソロで収録したものである。

## カヴァー
- 1991年、シャカタクがアルバム『サイレント・イヴ』でカヴァー。
- 1993年
  - あがた森魚がアルバム『イミテーション・ゴールド』でカヴァー。
  - A.S.A.P.がアルバム『MERRY CHRISTMAS WISH』でカヴァー。
- 1994年、永井みゆきがアルバム『全曲集'95～応援歌でヨイショ』でカヴァー。
- 2008年、稲垣潤一のアルバム『男と女 -TWO HEARTS TWO VOICES-』の中で、Duet with 大貫妙子として、デュエットにてカヴァー。因みに同アルバムには、辛島自身がデュエットで参加したナンバーも含まれている（こちらは、今井美樹・PIECE OF MY WISHのカヴァー）。なお、稲垣のコンサートでは、辛島本人がゲスト出演し、「PIECE OF MY WISH」だけではなく、「サイレント・イヴ」のデュエットも披露している（こちらは、「男と女 -TWO HEARTS TWO VOICES- BOX (Special edition)」のDVD映像にて収録されている）。
- 2009年
  - 沢田知可子が『歌姫ものがたり』でカヴァー。
  - 2月15日に行われた、声優ユニットスフィアのイベント「ミュージックレインgirls 春のチョコまつり」内にて、同ユニットの一員である高垣彩陽がカヴァー。
- 2010年、野川さくらが『WINTER SONG COVER BEST』でカヴァー。
- 2012年、青木隆治がアルバム『VOICE 199X』でカヴァー。
- 2014年
  - 如月千早（今井麻美）が2014年1月下旬に発売された一番くじ プレミアム THE IDOLM@STER PART2のF賞の景品「アイドルマスター ミュージックコレクション」でカヴァー。
  - 華原朋美がアルバム『MEMORIES 2 -Kahara All Time Covers-』でカヴァー。辛島本人とコラボレーションしており、「サイレント・イヴ duet with 辛島美登里」として収録。ミュージック・ビデオも制作された。
- 2015年、西田あいがアルバム『あいの唄 〜Love Songs〜』でカヴァー。
- 2017年
  - 島津亜矢がアルバム『SINGER 4』でカヴァー。
  - 林部智史がシングル「だきしめたい」デラックス盤にカップリングとして収録。
  - 城南海がアルバム『ユキマチヅキ』でカヴァー。
- 2019年、水森かおりがシングル「高遠 さくら路」冬の特別盤にボーナストラックとして収録。
- 2021年、なつこがYouTubeのなつこチャンネルでカヴァー。
- 2022年、ClariSがアルバム「Winter Tracks」でカヴァー。

## 関連作品
- GOLDEN☆BEST 辛島美登里